# 吹田市立豊津第一小学校
吹田市立豊津第一小学校（すいたしりつ とよつだいいちしょうがっこう）は、大阪府吹田市にある公立小学校。
読書活動や算数科での少人数指導およびティーム・ティーチングなどに力を入れている。また、敷地内に併設されている幼稚園との交流活動もおこなっている。

## 沿革
明治時代初期に、当時の豊島郡垂水村・榎坂村（町村制施行で豊能郡豊津村、現在の吹田市江坂地区）にそれぞれ設置された2小学校を起源とする。2校が1886年に合併し、徳基小学校と称した。徳基小学校が現在の豊津第一小学校へとつながっている。
当時は現在の吹田市垂水町1丁目56番付近に校舎を設置していたが、1933年に現在地に移転している。
1934年9月21日、室戸台風の暴風雨により2階建ての木造校舎が倒壊。当時、校舎には午前8時の授業開始を控えて約300人の児童らがおり、倒壊した校舎の下敷きとなって児童・教員あわせて50人以上の死者が出る被害を出した。
1947年の学制改革により、吹田市立豊津小学校と称した。校区一帯は1960年代までは農村地帯だったが、江坂地区が住宅地やオフィス街として開発されたことに伴って児童数が増加した。これに伴い1969年に従来の校区のうち新御堂筋以西を分離する形で、吹田市立豊津第二小学校が分離開校した。豊津第二小学校の分離と同時に、吹田市立豊津第一小学校へと改称した。
現在は、豊津第一小学校に校舎増設の準備が進められている。

### 年表
- 1875年（明治8年）2月1日 - 豊島郡第四番垂水小学校を、垂水村に設置。
- 1875年（明治8年）5月 - 豊島郡第五番榎坂小学校を、榎坂村に設置。
- 1886年（明治20年） - 垂水・榎坂の両校合併、徳基小学校と称する。現在の吹田市垂水町1丁目56番付近に校舎を設置。
- 1887年（明治21年） - 豊島郡徳基尋常小学校に改称。
- 1893年（明治26年） - 豊島郡豊津尋常小学校に改称。
- 1896年（明治29年） - 郡の合併により、豊能郡豊津尋常小学校に改称。
- 1897年（明治30年） - 高等科を併設。豊能郡豊津尋常高等小学校に改称。
- 1933年（昭和8年） - 現在地に移転。
- 1934年（昭和9年）9月21日 - 室戸台風で校舎倒壊。児童51名と教員2名が死亡。
- 1940年（昭和15年）4月1日 - 豊津村など4町村の合併で吹田市が新設されたことに伴い、吹田市豊津尋常高等小学校に改称。
- 1941年（昭和16年）4月1日 - 国民学校令により、吹田市豊津国民学校に改称。
- 1947年（昭和22年）4月1日 - 学制改革により、吹田市立豊津小学校に改称。
- 1969年（昭和44年）4月1日 - 吹田市立豊津第二小学校を分離し、新御堂筋以西在住の2年生を同校へ移籍。同時に吹田市立豊津第一小学校に改称。

## 通学区域
- 吹田市 垂水町1丁目-3丁目、江坂町1丁目、広芝町。

卒業生は基本的に吹田市立豊津中学校に進学する。

## 交通
- 地下鉄御堂筋線・北大阪急行 江坂駅 北東へ約300m

## 著名な卒業生
- オール巨人（漫才師、歌手）
- 白間美瑠（タレント）
- 前田航基（お笑いタレント、俳優）
- 安田尚憲（プロ野球選手）
- 前田旺志郎（お笑いタレント、俳優）